# Assina
Âššina (... – 522 a.C.) è stato un sovrano elamico.
Capeggiò per primo la ribellione elamita contro il re Dario I di Persia.

## Biografia
Âššina era figlio di un tale Upadarma, e sebbene fosse elamita, il suo nome era invece iranico. Le poche informazioni sulla sua storia ci sono fornite dall'Iscrizione di Behistun, redatta da Dario I.
Nel 522 a.C. Dario I era salito al trono uccidendo l'usurpatore Gaumata. Gli eventi culminati con l'ascesa al trono di Dario avevano però creato grande confusione in tutto l'Impero, ed alcune regioni cercarono di trarre vantaggio da questa situazione per recuperare la propria indipendenza. Âššina in particolare guidò l'Elam ad una rivolta che ebbe inizio nei primi giorni dell'ottobre del 522 a.C. Tuttavia dopo soli due mesi tale rivolta venne sedata, e Âššina venne catturato e ucciso dallo stesso Dario I. Ciò non pose però fine alla rivolta dell'Elam, al cui comando subentrò Martiya.